# Heal!
Heal! (рус. Исцеляй!) — девятый студийный альбом немецкой группы Disbelief, вышедший в 2010 году, запись и выпуск были приурочены к 20-летнему юбилею группы.

## Об альбоме
Heal! стал первым альбомом в дискографии группы, который музыканты записывали и сводили сами. Запись производилась на домашней студии гитариста Виталия Уэбера, который также и стал продюсером альбома. На обложке можно разглядеть надпись на заднем плане «20th ANNIVERSARY ALBUM», которая говорит сама за себя. Тем не менее выход альбома несколько раз откладывался, сначала с апреля на 21 мая, а потом на 28 мая, который и стал днём его выхода. Но, чтобы не мучить фанатов и подогреть ещё больший интерес к альбому, группа выкинула в сеть интернет две песни, сначала «The Eyes Of Horror» на официальном сайте лейбла Massacre Records, а позже «The Last Force: Attack!!» на своей официальной странице на Myspace.
Песни для альбома, хотя и записывались в одно время, но представлял новый материал лишь наполовину, так как три трека из восьми — это кавер-версии и одна песня ремейк композиции с альбома 2002 года, которая изначально заявлена не была. По словам группы в пресс-релизе,

«DISBELIEF видят эти песни как дань уважения творчеству Slayer, Crowbar, Death и Bolt Thrower. Этими композициями DISBELIEF хотели бы показать своё почтительное отношение к этим группам».
Как и предыдущие два альбома, этот вышел так же в двух версиях, одно- и двухдисковой (CD+DVD).

## Список композиций
1. «The Eyes of Horror» — 05:12
2. «Isolation» — 04:47
3. «The Last Force: Attack!» — 05:59
4. «Certainty of Reality» — 04:30
5. «Love Like Blood (Killing Joke cover)» — 04:37
6. «Red Sharks (Crimson Glory cover)» — 04:48
7. «Welcome Home (King Diamond cover)» — 05:38
8. «Shine (remake 2010)» — 04:50

### Специальное издание
Альбом также выходил в формате Digipack с бонус DVD, на который вошло выступление группы на фестивале Walpurgis Metal Days 2009, с таким трек-листом:
1. «A Place To Hide»
2. «Sick»
3. «Navigator»
4. «Hate Aggression Schedule»
5. «This Hell Goes On»
6. «The Return Of Sin»
7. «Misery»
8. «To The Sky»
9. «Rewind It All»

Также на DVD вошёл ещё клип на песню «A Place To Hide», с предыдущего альбома Protected Hell.

## Участники записи
- Карстен Ягер — вокал
- Виталий Уэбер — гитара
- Йохен Транк — бас
- Кай Бергерин — ударные
- Алехандро Варела — гитара на концерте и в клипе